# Gomaco Trolley Company

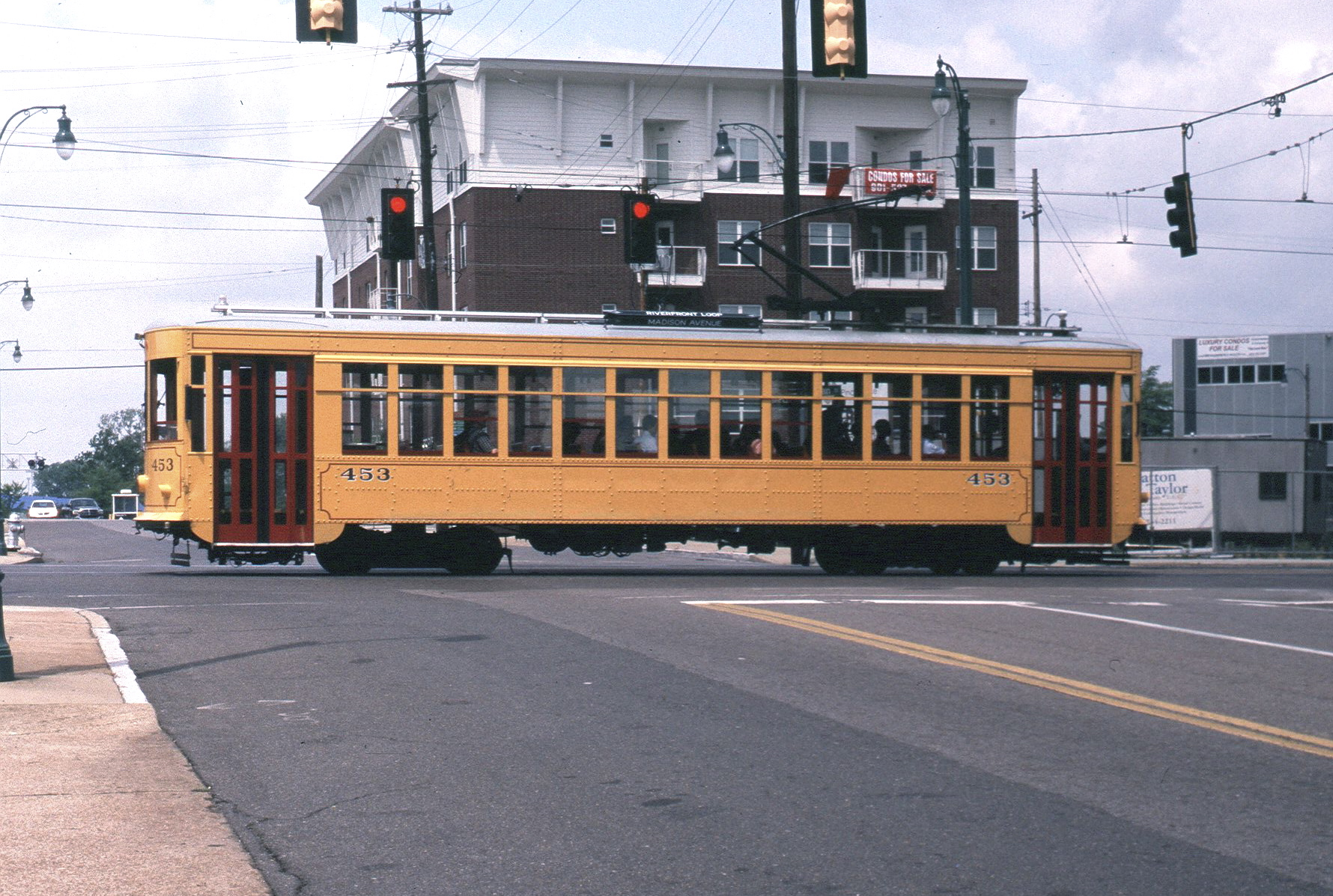
Nachbau eines Birney Safety Cars in Memphis (Tennessee)

Die Gomaco Trolley Company ist ein Fahrzeugbauunternehmen in Ida Grove, Iowa, USA. Das Unternehmen ist auf die Neuanfertigung von Straßenbahnwagen nach historischen Plänen spezialisiert. Kunden sind überwiegend US-Straßenbahnbetriebe sowie US-Touristikstraßenbahnen, da echte historische Straßenbahnwagen in den USA kaum mehr erhältlich sind.
Die Gomaco Trolley Company ist ein Tochterunternehmen des Baumaschinenherstellers Gomaco Corporation.
Seit dem Jahr 2000 hat Gomaco auch größere Stückzahlen historischer Straßenbahnwagen aus Melbourne und Mailand (ATM-Baureihe 1500) importiert und verkauft diese nach Restaurierung an US-Kunden weiter. Die aus Mailand stammenden Straßenbahnwagen sind für den US-Markt besonders interessant, da es sich um Lizenzbauten US-amerikanischer Baumuster aus den 1920er Jahren handelt.
Gomaco restauriert auch historische US-Straßenbahnwagen.